# Вверх дном (сериал)
«Вверх дном» (англ. This Way Up) — британский художественный сериал режиссёра Алекса Винклера по сценарию Эшлин Би, главные роли в котором сыграли сама Би, Шэрон Хорган, Кадифф Кирван. Первый сезон шоу вышел на экраны в 2019 году, второй — в 2021.

## Сюжет
Действие сериала происходит в Лондоне. Главная героиня — девушка по имени Онья, которая недавно лежала в психиатрической клинике из-за нервного срыва. Она работает учителем английского в школе для иммигрантов и занимается в качестве домашнего репетитора с мальчиком-французом Этьеном. Онья постоянно попадает в неловкие и смешные ситуации. Важное место в сюжете занимают взаимоотношения Оньи со старшей сестрой Шоной, которая встречается с мужчиной индийского происхождения Вишем, а параллельно сближается с подругой Шарлоттой.

## В ролях
- Эшлин Би
- Шэрон Хорган
- Кадифф Кирван
- Тобайас Мензис

## Восприятие
На сайте Rotten Tomatoes первая серия получила рейтинг одобрения в 90 %, основанный на отзывах 20 критиков. Единодушное мнение сайта описывает шоу как «разрушительное, веселое и удивительно лёгкое». На Bustle тоже высоко оценили «Вверх дном» сравнив это шоу с «Дрянью». Рецензент The Daily Telegraph назвал «Вверх дном» «одним из лучших новых шоу года», присудив ему пять звезд. В The Hollywood Reporter Дэниел Файнберг был менее позитивен, но назвал сериал «цельной и знакомой смесью юмора и меланхолии». Обозреватель The Atlantic назвал шоу «бесконечно очаровательным».
На церемонии вручения премии BAFTA Television Craft Awards 2020 года исполнительница главной роли Эшлин Би получила премию «Прорыв талантов», а в 2022 году была номинирована на премию Британской академии телевидения за лучшую женскую роль в комедийном шоу.